# Porgy and Bess (album, Miles Davis)
Porgy and Bess je studiové album amerického jazzového trumpetisty Milese Davise. Nahráno bylo od července do srpna 1958 v New Yorku a vyšlo později v tom roce u vydavatelství Columbia Records. Jeho producenty byli Teo Macero a Cal Lampley.

## Seznam skladeb
| Pořadí | Název                                           | Délka |
| ------ | ----------------------------------------------- | ----- |
| 1.     | The Buzzard Song                                | 4:07  |
| 2.     | Bess, You Is My Woman Now                       | 5:10  |
| 3.     | Gone                                            | 3:37  |
| 4.     | Gone, Gone, Gone                                | 2:03  |
| 5.     | Summertime                                      | 3:17  |
| 6.     | Oh Bess, Oh Where's My Bess?                    | 4:18  |
| 7.     | Prayer (Oh Doctor Jesus)                        | 4:39  |
| 8.     | Fisherman, Strawberry and Devil Crab            | 4:06  |
| 9.     | My Man's Gone Now                               | 6:14  |
| 10.    | It Ain't Necessarily So                         | 4:23  |
| 11.    | Here Come De Honey Man                          | 1:18  |
| 12.    | I Wants to Stay Here                            | 3:39  |
| 13.    | There's a Boat That's Leaving Soon for New York | 3:23  |

## Obsazení
- Miles Davis – trubka, křídlovka
- Ernie Royal – trubka
- Bernie Glow – trubka
- Johnny Coles – trubka
- Louis Mucci – trubka
- Dick Hixon – pozoun
- Frank Rehak – pozoun
- Jimmy Cleveland – pozoun
- Joe Bennett – pozoun
- Willie Ruff – lesní roh
- Julius Watkins – lesní roh
- Gunther Schuller – lesní roh
- Bill Barber – tuba
- Phil Bodner – flétna
- Jerome Richardson – flétna
- Romeo Penque – klarinet
- Cannonball Adderley – altsaxofon
- Danny Bank – flétna, klarinet
- Paul Chambers – kontrabas
- Jimmy Cobb – bicí
- Philly Joe Jones – bicí
- Gil Evans – aranžmá, dirigent